# 6000 (عدد)
6000 (ستة  آلاف) هو عدد صحيح . يلي العدد 5999 ويسبق العدد 6001 وهو عدد طبيعي.
الستة آلاف الواحدة تساوي ستون مائة.

## في الرياضيات
حسب نظام العد العشري في الرياضيات، يمكن كتابة العدد ستة آلاف على النحو التالي:
- 6,000 — ستة متبوعًا بثلاثة أصفار.
- 6 × 103 — ستة في عشرة مرفوعة لأس ثلاثة.

## في التاريخ
- مدة 6000 عام يطلق عليها اسم الألفية السادسة.